# Pametni sat
Pametni sat (eng. smartwatch) je informatizirani ručni sat čije mogućnosti nadilaze uobičajeno mjerenje vremena. Rane inačice pametnih satova imale su mogućnost računanja, prevođenja i sl., dok se na novijim inačicama mogućnosti proširuju i na instaliranje dodatnih aplikacija raznih mogućnosti. Većina modernih pametnih satova sadrže mobilne operacijske sustave, kao što su Googleov Android Wear, Appleov watchOS i Samsungov Tizen OS. Postoje i tzv. "satovi telefoni" (eng. watch phones) koji mogu primati i upućivati pozive i SMS poruke.
Iako se hardverski razlikuju, većina sadrži LCD ili OLED ekran (bilo običan ili osjetljiv na dodir). Zbog štednje energije neki modeli sadrže tzv. e-ink ekrane. Česti periferni uređaji su kamera, termometar, akcelerometar, kompas, itd. Za povezivanje koriste bežične tehnologije kao što su Bluetooth, Wi-Fi i GPS. U većini slučajeva za potpuno funkcionalan rad pametnog sata potrebno ga je povezati s pametnim telefon pomoću neke od bežićnih tehnologija (npr. Bluetooth).